# Cucullia efflatouni
Cucullia efflatouni là một loài bướm đêm trong họ Noctuidae.